# Olympiodoros den yngre
Olympiodoros (græsk Ὀλυμπιόδωρος, født omtrent 495/505, død efter 565) var en græsk filosof på grænsen mellem oldtid og middelalder.
Vi har af ham en levnedsbeskrivelse af Platon og kommentarer til flere af hans dialoger. Kommentaren til Phaidon er udgiven af William Norvin (Leipzig 1913). Norvin skrev også afhandlingen Olympiodoros fra Alexandria og hans Kommentar til Platons Faidon. Studier i den græske Filosofis Historie (København 1915). Det er sandsynligvis af samme Olympiodoros vi har en kommentar til Aristoteles' Meteorologica, udgiven af Wilhelm Stüve (Berlin 1900).